# La Mauvaise Réputation
La Mauvaise Réputation è il primo disco di Georges Brassens, pubblicato nel 1952: il suo vero titolo è Georges Brassens chante les chansons poétiques (...et souvent gaillardes) de... Georges Brassens ma è solitamente identificato con il titolo della sua prima traccia (La Mauvaise Réputation).

## I brani
Il disco contiene 8 brani, tra i quali molti "classici" del cantautore di Sète.
Disco molto sfaccettato: si passa dalla contestazione de Le gorille all'aura bucolica e romantica di Le parapluie.
Brassens, in questo disco come in altri, è stato in grado di 'popolarizzare' la poesia, di portarla alla gente: ecco infatti Le petit cheval (su un testo di Fort).

## Tracce
Testo e musica di Georges Brassens, tranne dove indicato 
1. La Mauvaise réputation (musica di Eugène Metehen) – 2'16'’
2. Le Parapluie – 2'31'’
3. Le Petit cheval (poesia di Paul Fort) – 2'18'’
4. Le Fossoyeur – 2'04'’
5. Le Gorille (musica di Eugène Metehen) – 3'16'’
6. Corne d'aurochs – 2'49'’
7. La Chasse aux papillons – 2'02'’
8. Hécatombe – 1'55'’

## Musicisti
- Georges Brassens: voce e chitarra
- Pierre Nicolas: contrabasso

## Collegamenti con altre opere artistiche
Il brano Le gorille fu tradotto in italiano e registrato, con il titolo Il gorilla, da Fabrizio De André nel suo album del 1968 Volume 3º.
Da La Mauvaise Réputation, prende il nome la band italiana laMalareputazione.